# Pomnik Olgierda w Witebsku
Pomnik Olgierda w Witebsku – pomnik Olgierda odsłonięty w 2014 roku w Witebsku.
Odsłonięcie pomnika było inicjatywą władz miasta. Wywołała ona protesty mniejszości rosyjskiej z uwagi na rolę jaką odegrał Olgierd w stosunkach między Wielkim Księstwem Litewskim a Wielkim Księstwem Moskiewskim. Upublicznienie sporu zmobilizowało lokalną społeczność do akcji pisania listów przekonujących władzę o swoim poparciu dla koncepcji budowy pomnika. Ostatecznie władze zrealizowały swój pomysł w 2014 roku.
Pomnik odsłonięty został, gdy gubernatorem obwodu witebskiego był Alaksandr Kosiniec, mianowany pod koniec 2014 szefem administracji prezydenta Alaksandra Łukaszenki.